# Tortille
La Tortille est une rivière du Nord de la France, qui s’écoule au nord-est du département de la Somme. Elle est un affluent de la Somme en rive droite.

## Géographie
La Tortille prend sa source sur le territoire de la commune d’Étricourt-Manancourt dans le département de la Somme, à l’altitude de 88 mètres, le long de la rue de Nurlu, au nord du carrefour avec la rue de Douai, à l’ouest du canal du Nord. Mais sur la carte IGN, une portion de la Tortille est signalée en amont, de l’autre côté (à l’est) du canal du Nord entre Fins et Étricourt-Manancourt : la source du cours d’eau devait donc se trouver sur la commune de Fins, avant la construction du canal qui a isolé cette portion de 3 km environ, laquelle alimente désormais un petit étang.
Au terme d'un parcours de 16,1 kilomètres dans le département de la Somme, orienté sud, la rivière se jette dans la Somme après Péronne, sur la commune de Biaches, à l'altitude 47 mètres, à l’endroit où le canal du Nord se sépare du canal de la Somme, à la limite du hameau de Halles qui est rattaché à la commune de Péronne. Ainsi sur cette portion d’une quinzaine de kilomètres, le tracé du canal du Nord est le même que celui de la Tortille : celle-ci  s’écoule alternativement à l’ouest et à l’est du canal, en le franchissant à trois reprises.

### Communes et cantons traversés
Dans le seul département de la Somme, la Tortille traverse, dans le sens amont vers aval, les six communes d’Étricourt-Manancourt (source), Moislains, Allaines, Cléry-sur-Somme, Péronne et Biaches.
Ainsi, en termes de cantons, elle prend sa source dans le canton de Combles puis conflue dans le canton de Péronne, le tout dans l'arrondissement de Péronne.

### Bassin versant
Le bassin versant de la Tortille est de 100 km2. La Tortille traverse une seule zone hydrographique « Canal de la Somme l'écluse numéro 11 Froissy à l'écluse numéro 12 Méricourt » (E635) pour une superficie de 1 055 km2. 

### Organisme gestionnaire
L'organisme gestionnaire est le Syndicat intercommunal de réhabilitation et d’entretien de la rivière la Tortille sis à Allaines et regroupant les 10 654 habitants de quatre communes, épaulé par l'AMEVA ou «syndicat mixte d'aménagement et valorisation du bassin de la Somme». Un SAGE (schéma d'aménagement et de gestion des eaux) est en cours d'élaboration dans le cadre de la Haute Somme,.

## Affluent
La Tortille n'a pas d'affluent contributeur référencé, mais la proximité du canal du Nord, d'un bout à l'autre de son cours, lui permet d'être réalimenté régulièrement.

### Rang de Strahler
Son nombre de Strahler est donc de un.

## Hydrologie
Le canal du Nord réalimente ce cours d'eau dès sa source et près de sa confluence.

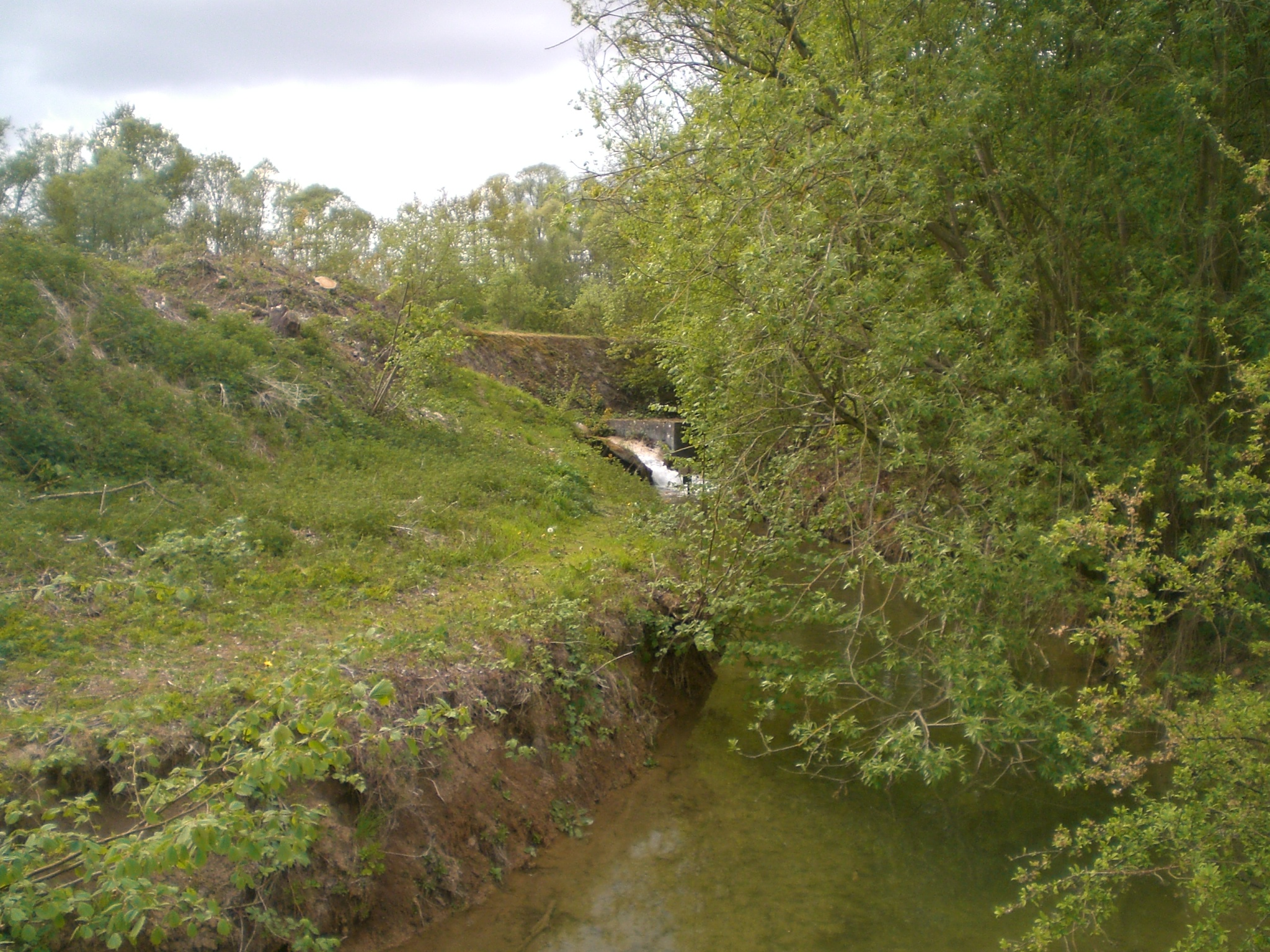
Réalimentation de la Tortille par le canal du Nord entre Étricourt-Manancourt et Moislains au 1er mai 2010.

Son régime hydrologique est dit pluvial océanique.